# 影视小说
影视小说（又称：剧本集、电影小说、电视剧小说）是小说一种类型，主要根据电影或电视剧的剧本而改编的小说。主要流行于中國大陸、台灣及日本，一般是在电影或电视剧播出后才出版发行。其小说的封面及内附插图均全采用电影及电视剧的剧照及海报。
其中的内容有的为普通小说那样叙述故事的情节，有的直接沿用剧本的方式出版。